# Malus spectabilis
Malus spectabilis là loài thực vật có hoa trong họ Hoa hồng, tại Trung Quốc nó có tên là 海棠 (hải đường), và đây chính loài hoa hải đường xuất hiện trong Truyện Kiều của Nguyễn Du chứ không phải là loài hải đường Việt Nam thuộc chi Trà.
Loài này được William Aiton mô tả khoa học đầu tiên năm 1789 dưới danh pháp Pyrus spectabilis. Năm 1803 Moritz Balthasar Borkhausen chuyển nó sang chi Malus.

## Phân bố
Là loài đặc hữu Trung Quốc (các tỉnh Hà Bắc, Giang Tô, Liêu Ninh, Thanh Hải, Thiểm Tây, Sơn Đông, Vân Nam, Chiết Giang) với tên gọi 海棠 (hải đường), nó sinh sống ở vùng bình nguyên hay miền núi ở độ cao 500-2.000 m. Ra hoa tháng 4-5, tạo quả tháng 8-9

## Mô tả
Cây gỗ cao đến 8 m. Các cành con màu nâu ánh đỏ hoặc nâu ánh tía khi già, thon búp măng, có lông tơ khi còn non, nhẵn nhụi khi già; các chồi màu nâu ánh tía, hình trứng, thưa lông tơ. Các lá kèm sớm tàn, hình mác hẹp, dài 4–6 mm, dạng màng, mặt gần trục có lông nhung, mép nguyên, đỉnh nhọn thon; cuống lá 1,5–2 cm, có lông tơ; phiến lá hình elip hoặc hình elip hẹp, 5–8 × 2–3 cm, cả hai mặt thưa lông tơ khi còn non, trở thành nhẵn nhụi khi già, đáy hình nêm rộng hoặc gần thuôn tròn, mép có khía răng cưa ôm sát, đỉnh nhọn thon ngắn hoặc thuôn tròn tù. Ngù hoa gần giống tán, đường kính 4–6 cm, gồm 4–6 hoa; lá bắc sớm tàn, hình mác, dạng màng, mép nguyên, đỉnh nhọn thon. Cuống cụm hoa 2–3 cm, có lông tơ. Hoa đường kính 4–5 cm. Chén hoa hình chuông, mặt xa trục nhẵn nhụi hoặc có lông măng màu trắng. Lá đài hình trứng-hình tam giác, 2–4 mm, hơi ngắn hơn chén hoa, mặt xa trục nhẵn nhụi hoặc có lông tơ, mặt gần trục có lông măng trắng, mép nguyên, đỉnh nhọn. Cánh hoa màu trắng hay hồng, màu hồng khi nằm trong nụ, hình trứng, dài 2–2,5 cm, đáy có vuốt ngắn, đỉnh thuôn tròn. Nhị hoa 20–25, không bằng nhau, dài ~ 1/2 cánh hoa. Bầu nhụy 4 hoặc 5 ngăn; với 2 noãn mỗi ngăn; vòi nhụy 4 hoặc 5, hơi dài hơn nhị hoa, đáy có lông măng trắng. Quả dạng quả táo màu vàng, gần hình cầu, đường kính ~2 cm, không lõm vào ở đỉnh, đáy lồi; cuống quả 3–3,5 cm, dày nên ở phần xa, gần như nhẵn nhụi; lá đài bền. 2n = 34, 51.
.

## Sử dụng
Loài này là một trong những cây cảnh nổi tiếng nhất ở Trung Quốc, được trồng rộng khắp trong khu vực miền đông và miền bắc nước này. Giống được gieo trồng M. spectabilis var. riversii (G. Kirchner) Rehder có hoa kép màu hồng, còn ''M. spectabilis f. albiplena Schelle cũng được gieo trồng, có hoa kép màu trắng.

## Hình ảnh

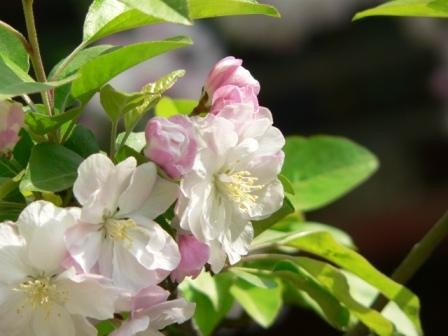
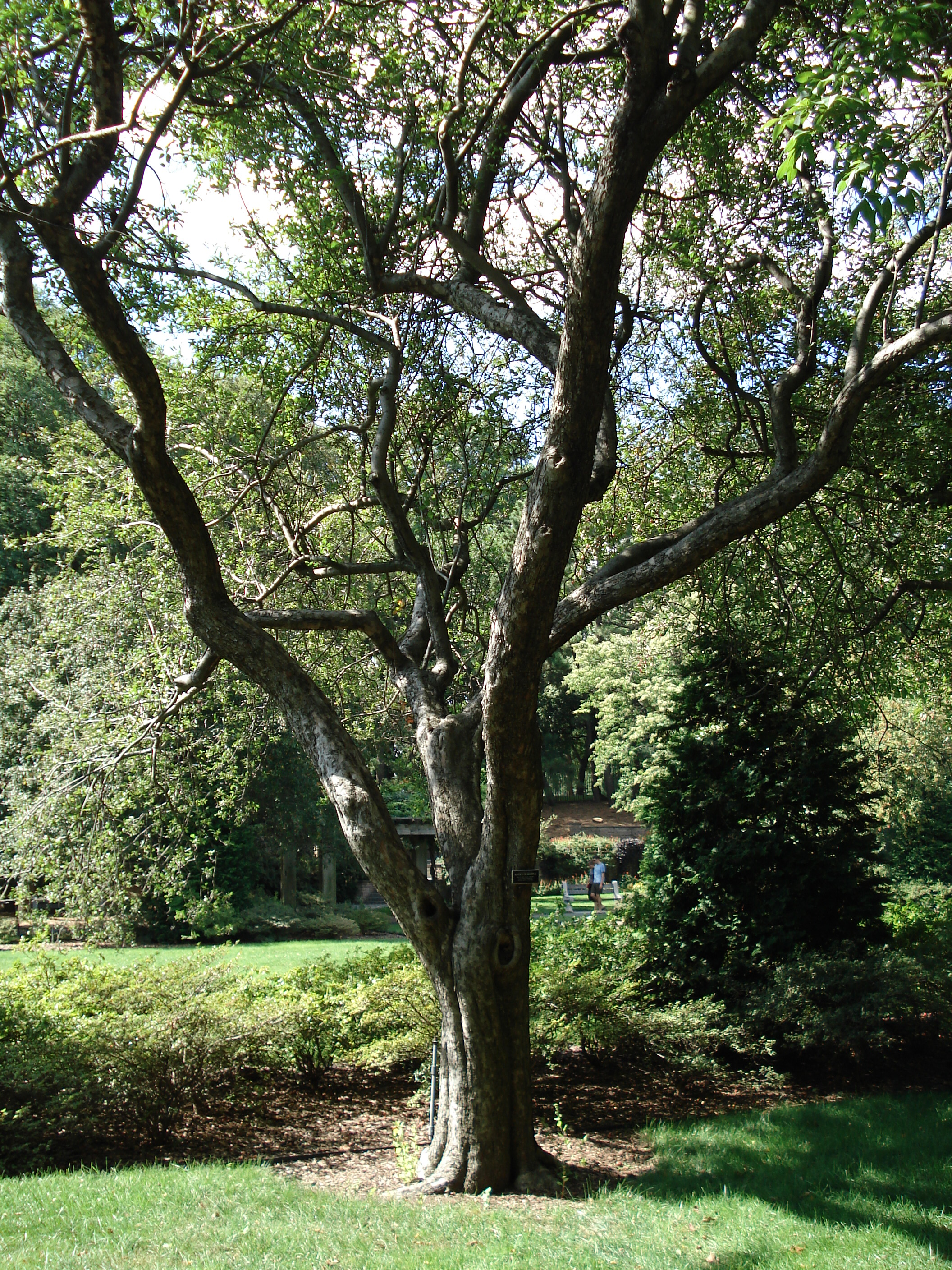
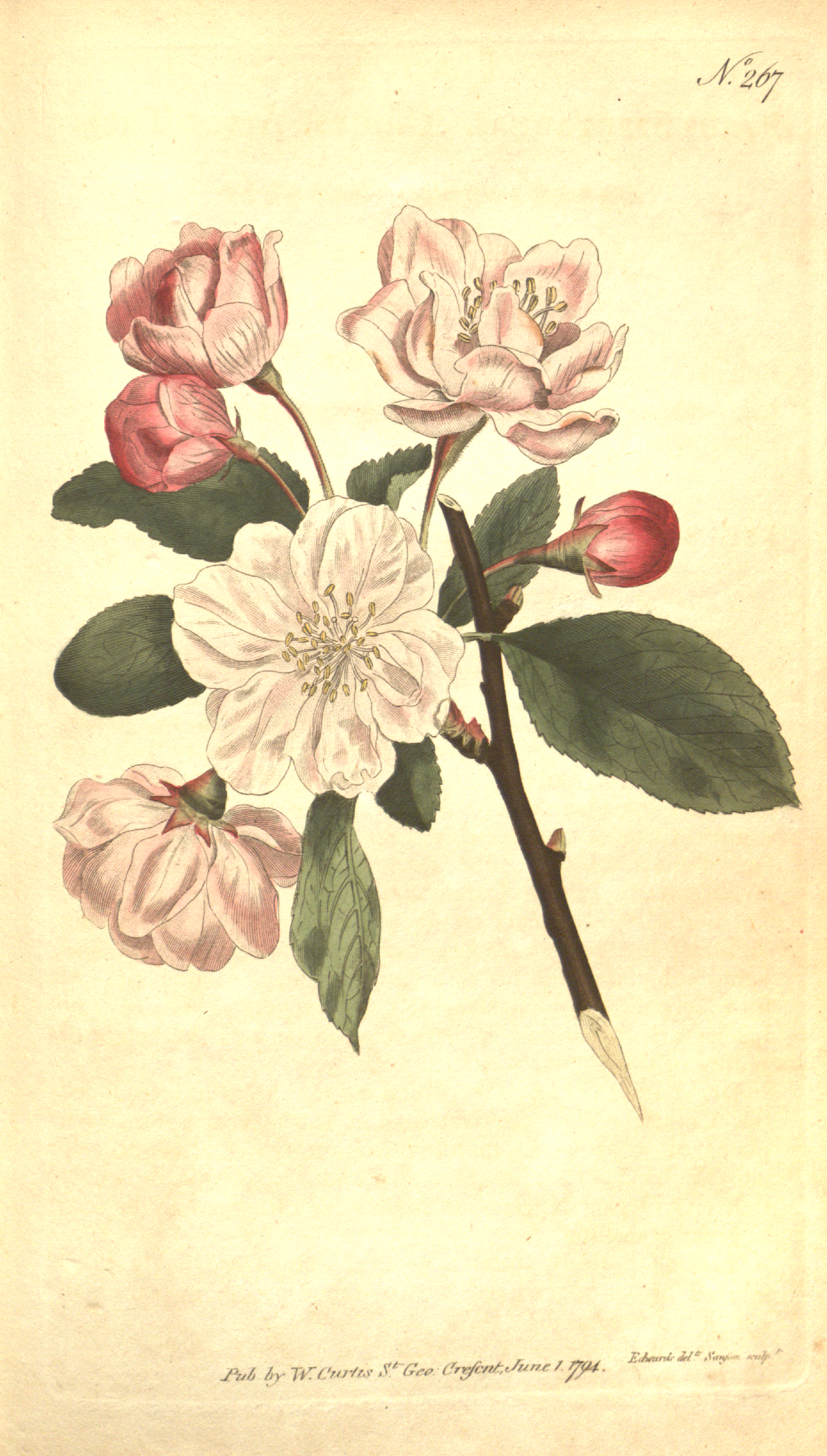